# Ľubeľa
Ľubeľa (Hongaars: Lubella) is een Slowaakse gemeente in de regio Žilina, en maakt deel uit van het district Liptovský Mikuláš.
Ľubeľa telt 1.112 inwoners.